# Asota diastropha
Asota diastropha är en fjärilsart som beskrevs av Louis Beethoven Prout 1918. Asota diastropha ingår i släktet Asota och familjen nattflyn. Inga underarter finns listade i Catalogue of Life.